# Polkton
Polkton és una població dels Estats Units a l'estat de Carolina del Nord. Segons el cens del 2000 tenia 1.195 habitants.

## Demografia
Segons el cens del 2000, Polkton tenia 1.195 habitants, 297 habitatges i 206 famílies. La densitat de població era de 169 habitants per km².
Dels 297 habitatges en un 28,6% hi vivien nens de menys de 18 anys, en un 42,4% hi vivien parelles casades, en un 20,9% dones solteres, i en un 30,6% no eren unitats familiars. En el 27,6% dels habitatges hi vivien persones soles el 9,1% de les quals corresponia a persones de 65 anys o més que vivien soles. El nombre mitjà de persones vivint en cada habitatge era de 2,66 i el nombre mitjà de persones que vivien en cada família era de 3,25.
Per edats la població es repartia de la següent manera: un 18,7% tenia menys de 18 anys, un 10,4% entre 18 i 24, un 42,5% entre 25 i 44, un 19,9% de 45 a 60 i un 8,5% 65 anys o més.
L'edat mediana era de 34 anys. Per cada 100 dones de 18 o més anys hi havia 217,3 homes.
La renda mediana per habitatge era de 30.329 $ i la renda mediana per família de 35.313 $. Els homes tenien una renda mediana de 23.125 $ mentre que les dones 20.682 $. La renda per capita de la població era de 13.783 $. Entorn del 16,3% de les famílies i el 22,5% de la població estaven per davall del llindar de pobresa.

## Poblacions més properes
El següent diagrama mostra les poblacions més properes.